# Kyle Schneider
Kyle Schneider è un personaggio immaginario della serie di videogiochi Metal Gear ideata da Hideo Kojima. Compare nei primi due capitoli canonici della saga, Metal Gear (1987) e Metal Gear 2: Solid Snake (1990), nel primo come alleato del protagonista Solid Snake, mentre nel secondo, col soprannome di Black Ninja, come il primo boss che Solid Snake deve sconfiggere.

## Biografia
Schneider era un ingegnere edile di Outer Heaven; sua moglie e suo figlio morirono a causa dei conflitti ed egli decise perciò di formare, all'interno di Outer Heaven, un movimento di resistenza clandestina, di cui divenne il capo carismatico. Ma dopo la caduta di Outer Heaven per mano di Solid Snake, Schneider tornò come mercenario tra le file di Big Boss, condividendone gli ideali, in qualità di suo fedele alleato a Zanzibar Land, assumendo il soprannome di Black Ninja.
Schneider era stato membro della "Forza speciale per l'ambiente extraterrestre", un reparto top-secret della NASA creato in previsione di battaglie nello spazio. I "Black Ninja" erano infatti un'unità sperimentale di combattenti high-tech dotati di equipaggiamenti e armamenti potenziati, e sottoposti a trattamenti farmaceutici per incrementarne la forza.
Dopo lo scioglimento dei "Black Ninja", Schneider e altri membri dell'unità – considerati ormai uno scomodo segreto governativo – disertarono a Zanzibar Land, trovando rifugio in quel nuovo "paradiso dei soldati", a difesa del quale egli combatte indossando un'armatura flessibile e con gli shuriken come arma principale.
In Metal Gear 2: Solid Snake, dopo essere stato sconfitto, Black Ninja rivela di essere Schneider, spiegando a Solid Snake che, dopo che questi aveva distrutto il Metal Gear, la NATO fece un bombardamento a tappeto su Outer Heaven, uccidendo così la maggior parte dei membri della Resistenza nonché dei numerosi bambini, orfani di guerra e rifugiati che si trovavano là, dato che per la NATO i profughi sarebbero stati un peso. Schneider e altri superstiti riuscirono a salvarsi solo grazie a Big Boss, che perdonò i membri della Resistenza:
(Black Ninja in Metal Gear 2: Solid Snake)